# Hargejsa
Hargejsa (som. Hargeysa, arab. هرجيسا) – drugie co do wielkości miasto w Somalii, największe miasto nieuznawanego na arenie międzynarodowej Somalilandu i od 1991 jego stolica. W latach 1941–1960 stolica brytyjskiego protektoratu – Somali Brytyjskiego. Całkowicie zniszczona przez rząd w bombardowaniach i ostrzale artyleryjskim w 1988 roku, nazywana wtedy „Dreznem Afryki”, odbudowana.

## Geografia
Miasto położone jest na Półwyspie Somalijskim, w południowo-zachodniej części Somalilandu, na wysokości 1334 metrów n.p.m. Klimat w okolicach Hargejsy jest łagodniejszy niż na wybrzeżu Zatoki Adeńskiej, spada też więcej deszczu. Średnia temperatura w skali roku waha się pomiędzy 13 °C a 32 °C

### Fauna
Z uwagi na żyzność tych terenów i dużą obecność roślin zielonych, w okolicach miasta nietrudno natrafić na przedstawicieli lokalnej fauny. Szczególnie licznie występują tu: kudu wielkie, dziki, osły somalijskie, guźce, antylopy, owce somalijskie, dzikie kozy, wielbłądy oraz różnorodne gatunki ptaków. Na południu, gdzie znajduje się sawanna trawiasta spotkać można również lwy i lamparty.

## Edukacja
W mieście działają dwa uniwersytety, kilka gimnazjów i liceów (zarówno państwowych jak i prywatnych), szkoły podstawowe, koledże oraz przedszkola. Większość kadry nauczycielskiej stanowią Somalijczycy, którzy zdobyli wykształcenie za granicą lub w samej Somalii, w latach poprzedzających wybuch wojny domowej.

## Transport
Znajduje się tu międzynarodowy port lotniczy obsługujący połączenia m.in. z Addis Abebą, Dubajem, Dżibuti, Mogadiszu oraz innymi miastami w Somalii i na kontynencie afrykańskim.

## Komunikacja
Prawie każdy mieszkaniec ma dostęp do telefonu, a niektórzy, dzięki kafejkom internetowym rozsianym po stolicy, korzystają też z Internetu. Działają tu również regionalni operatorzy telefonii komórkowej – Telesom, Sitalink, Soltelco, Telcom.